# Ambroise de Lombez
Ambroise de Lombez (Lombez, 1798 - Luz-Saint-Sauveur, 25 d'octubre de 1778) fou un caputxí francès, confessor de la reina Maria Leszczyńska i mestre d'espiritualitat.

## Biografia
Va començar al seva formació acadèmica a Gimont, i després estudià teologia a Auch, on destacà per la seva aplicació i talent. Amb setze anys entrà a l'Orde dels Frares Menors Caputxins i canvià el seu nom, Jean de Lapeyrie, pel d'Ambroise de Lombez.
Ja d'adult, el destinaren al santuari de Notre-Dame de Médoux, prop de Bagnères-de-Bigorre. L'orde li confià càrrecs de responsabilitat com el de mestre de novicis, definidor provincial, guardià d'Auch, visitador i renovador de la província de París.
El 1769 intervingué amb vigor i prudència en cercles governamentals de París per defensar els religiosos, ja amenaçats de supressió.

## Pensament
Havia experimentat en si mateix i en les ànimes que dirigia els camins de la vida mística, fa girar tota la seva doctrina espiritual al voltant de la pau interior, que s'identifica amb el Regne de Déu en les persones.
Com a director espiritual havia trobat moltes ànimes escrupoloses i plenes d'un temor paralitzant, i per a elles, en particular, escrigué el Tractat de la pau interior, diverses vegades reeditat i traduït a moltes llengües. Hi canta les excel·lències de la pau, hi exposa els obstacles que n'impedeixen l'adquisició i els mitjans per superar-los. La pau interior, diu, fa estable en les persones el Regne de Déu, disposa a les comunicacions divines i permet discernir les mocions del Senyor, és un gran auxili contra les temptacions i ajuda a conèixer-se, conserva la simplicitat i facilita el recolliment. També escrigué Cartes sobre la pau interior i el Tractat de l'alegria de l'ànima, on afirma que l'alegria és font de la pau interior; posseir-la és camí per arribar-hi, i viceversa.